# Кучікі Рукія
Рукі́я Кучікі (яп. 朽木 ルキア, くちき るきあ) — один з головних персонажів аніме та манґи Bleach. Дівчина-шініґамі, яка патрулює земний світ та захищає людей від злих духів — «порожніх». Рукія є капітаном до 13-го загону Готею 13. Раніше служила в цьому ж загоні під командуванням капітана Укітаке Джюшіро. Після зустрічі з головним героєм Куросакі Ічіґо, вона, через певні обставини, вимушена передати йому частину своєї надприродної сили, тому тимчасово не може битися та вимушена просити Ічіґо про допомогу в боротьбі з порожніми.
Рукія Кучікі окрім аніме та манґи з'являється практично в кожному творі із серії Bleach, включаючи три повнометражних анімаційних фільми, два OVA та серії відеоігор. Рукія — найперша з героїв, яких створив автор серії — Кубо Тайто. Вона стабільно займає високі сходинки в рейтингах персонажів аніме та манґи, які підраховуються журналом Shonen Jump, і за результатами цих опитувань, є найпопулярнішим жіночим персонажем Bleach.
Образ Рукії був відмічений позитивними рецензіями на багатьох сайтах, присвячених аніме та манзі. З нею випускаються різноманітні товари: сувенірну продукцію, м'які іграшки та статуетки.

## Створення персонажа
Образ Рукії створений першим зі всіх персонажів Бліча. Спочатку Кубо Тайто мав намір дати їй як зброю косу, а іншим персонажам — вогнепальну зброю. Як розповів Кубо в інтерв'ю для журналу The Los Angeles Times, Рукія спочатку носила не кімоно, а звичайну шкільну форму, яка, втім, теж була чорного кольору. Потім він змінив косу на меч. Спочатку це був «жахливий меч з величезним лезом». «В той момент, — пояснював автор, — я вирішив зробити її сініґамі».
Проте вона не підходила на роль головного героя історії, тому Кубо створив Куросакі Ічіґо, чиє волосся також було спочатку чорним. Потім автор змінив зовнішність Ічіґо так, щоб вона контрастувала із зовнішністю Кучікі, а колір волосся змінив на яскраво-рудий.
Прізвище персонажа перекладається з японської мови як «трухлява деревина». Довгий час було невідомо, чому Кубо Тайто дав Кучікі настільки немилозвучне прізвище. Вважалося, що причиною тому стало походження Рукії — вона не є людиною благородної крові, народилася та виросла серед міських низів. Як з'ясувалося, спочатку Кубо збирався дати їй прізвище Кучіру (яп. 朽ちる дослівно «гнити, тліти»), а потім випадково побачив японську телепередачу про один з видів квітки космея, який поширений в Південній Америці. Йому здалося, що по телевізору згадали або назву квітки латинською мовою, або якесь інше слово, яке прозвучало, як «Кучікі». Кубо сподобався цей варіант, так само як і готовий дизайн меча (дзанпакто) Рукії, тому Тайто вирішив, що зробить його найкрасивішим у серіалі.

## Опис персонажа

### Біографія

#### До подій серіалу

«Зла» Рукія з фільму Bleach: Fade to Black, I Call Your Name, на її дизайн вплинув первісний задум, щодо вигляду Кучікі Рукії. Наприклад: коса як основна зброя.

Рукія померла в дитинстві і разом зі старшою сестрою Хісаною потрапила в Світ Душ — світ сініґамі та місце, куди вирушають душі людей після смерті. Спочатку Хісана хотіла піклуватися про Рукію, але незабаром зрозуміла, що маленьке дитя на руках — це не просто важкий тягар, але й питання її власного виживання, тому покинула свою молодшу сестру в околицях міста Шірітей — столиці Світу Душ. За стінами Шірітею, особливо у віддалених районах, завжди панували бідність та злочинність. Часто маленькій Рукії разом з її найближчім товаришем Ренджі Абараєм доводилося красти їжу, аби втамовувати голод. Проте вони вижили, а потім разом вступили в Академію сініґамі. Рендзі потрапив у найсильніший клас, Рукія — в слабший. З часом вони почали віддалятися один від одного, а незабаром Рукію несподівано вдочерила сім'я Кучікі. Так вона увійшла до рядів аристократії.
Тим часом Хісана, яка шістьма роками раніше вийшла заміж за Кучікі Б'якую та померла від хвороби, попросивши його знайти молодшу сестру. До смерті вона картала себе за те, що залишила свою сестру, і хотіла, аби Б'якуя поклопотався про неї. Він виконав обіцянку, але, на прохання Хісани, зберіг у таємниці минуле Рукії та відносився до неї дуже холодно і всіляко демонстрував повну байдужість до її долі, почуттів та занять. Лише в кінці сюжетної арки Світ душ Рукія дізналася правду, після чого її стосунки зі своїм зведеним братом потеплішали. Ще до закінчення Академії Рукію без іспитів приймають в 13-й загін сініґамі. Втім, вона досі не має офіцерського номера — Б'якуя, сам капітан одного із загонів, хотів уберегти її від небезпеки. Він використав свій вплив, аби Рукію не призначили на конкретний пост.
Кучікі сильно прив'язалася до лейтенанта свого загону Каїна Шіби та тренувалася під його керівництвом. Каїн був першим офіцером у Шірітеї, який не звертав увагу на прізвище Кучікі та поводився з нею, як із звичайною людиною. Коли його дружина загинула в сутичці з порожнім, він присягнувся помститися, але не зміг: порожній на ім'я Метастасіа (яп. メタスタシア), завдяки своїм унікальним здібностям, зміг захопив тіло Каїна. Фактично, вони стали єдиною істотою, яку Кучікі довелося власноручно вбити. Хоча цей вчинок був вимушений, і навіть сам Каїн, опритомнівши перед смертю, подякував Рукії та просив вибачення за те, що сталося, вона дуже довгий час картала себе. А знаходила полегшення лише в думці, що звільнила душу Каїна від контролю порожнього. Рукія повернула тіло Каїна сім'ї, але довгі роки не могла зібратися з духом та пояснити родичам Шиби, що насправді сталося.

#### Подальші події

Рукія в дитинстві

Вперше Рукія зустрічається з Куросакі Ічіґо під час завдання. Вона захищає від порожнього сім'ю Ічіґо та його самого, але під час битви вимушена віддати сили сініґамі і слабне настільки, що не може повернутися до Суспільства Душ. Чекаючи відновлення енергії, Рукія деякий час живе в шафі Ічіґо та навіть ходить в школу. У цей час Ічіґо, наділений силою Кучікі, успішно справляється з роботою сініґамі. Через деякий час зі Світу Душ присилають капітана Кучікі Б'якую та лейтенанта Абарай Ренджі, аби розслідувати зникнення Рукії та повернути її назад. Виявляється, що передача своєї сили сініґамі звичайній людини — тяжкий злочин. Рукія засуджена до страти. Ічіґо з друзями вирушають на порятунок Кучікі, вчасно прибувають на місце страти та відбивають її у сініґамі.
Пізніше з'ясовується, що страту організував один з капітанів сініґамі Айзен Сосуке, який створив план, аби дістати з тіла Рукії кристал Хогйоку — винахід, якій дає величезні можливості своєму власнику. Хогйоку дозволяє розмити духовний кордон між сініґамі та порожніми, отже, сініґамі можуть запозичити частину сил порожніх та навпаки. Кристал був створений вченим Урахарою Кісуке, який заховав його в тілі Кучікі. Саме тому в земному світі її сили сініґамі не відновлювалися, а лише слабшали. Айзен сподівався, що смерть Рукії полегшить вилучення Хогйоку, але здійснити вбивство не довелося. Він та його люди забирають артефакт та покидають Суспільство Душ, а Рукія виявляється врятованою від смерті. Потім Кучікі прощається з Куросакі, відмовляється повернутися в світ людей та залишається у Суспільстві Душ.
Тим часом Айзен поселяється у світі порожніх Уеко Мундо та, використовуючи Хогйоку, створює армію вдосконалених порожніх — арранкарів, які спускаються в земний світ та атакують Ічіґо та його друзів. Рукія, яка повністю відновила свої сили, разом з групою сініґамі посилають на допомогу. Проте Айзен захоплює в полон подругу Ічіґо — Іноуе Оріхіме. Рукія, Ічіґо, Ренджі та інші вирушають в Уеко Мундо, де знаходиться Лас Ночес (сюжетна арка Уеко Мундо). Там друзі розділяються і Рукія раптово зустрічає порожнього, який у минулому поглинув лейтенанта Шибу Каєна. Виявилось, що із смертю Каєна Метастасіа не загинув, більш того, еволюціонував та тепер, під ім'ям Аруруері Ароніро, входить до десятки найсильніших порожніх армії Айзена — Еспади. Душа лейтенанта як і раніше залишається всередині порожнього. Не зважаючи на душевні страждання, Рукія вбиває порожнього, аби звільнити Каєна.

### Зовнішній вигляд та характер

Комікс Рукіі. Тваринки зображають порожніх: того, що знаходиться праворуч, можна помітити на радарі (Надпис: «Можна виявити»)

Рукія виглядає як підліток: коротке чорне волосся, худорлява статура, низький серйозний голос. За словами Кучікі, їй близько 150-ти років. Зріст — 154 см. Мішель Руфф, яка озвучувала цього персонажа англійською мовою, назвала її «старою душею, ув'язненою в молодому тілі». Кучікі приносить задоволення перевершувати когось по силі або знанням, тому в її голосі інколи можна почути менторські інтонації. Проте, вона недосвідчена в багатьох сферах сучасного життя, наприклад, не вміє пити сік через трубочку.
Провівши багато часу з Куросакі Ічіґо, Рукія стала краще розуміти його внутрішній світ, у скрутну хвилину може дати розумну пораду, підтримати. Ічіґо довіряє їй та вважає своєю подругою, на якого завжди можна розраховувати. У свою чергу, Рукія теж проникається симпатією до Ічіґо. Кучікі тонко відчуває почуття інших людей та навіть маніпулює ними, прикидаючись милою та сором'язливою дівчиною — наприклад, у ситуаціях, коли необхідно відвернути чиюсь увагу. З часом вона сильно змінюється (в тому числі і під впливом Куросакі) та починає любити земний світ, а також прив'язується до шкільних друзів, особливо до Іноуе Оріхіме. Фанати серіалу часто висувають припущення про те, чи планує Кубо Тайто зав'язати романтичні стосунки між Ічіґо та Рукією. Коли автора запитали про це в інтерв'ю, він не підтвердив, але і не спростував це припущення.
Рукія не звикла покладатися на інших, але, віддавши свої сили Ічіґо, вимушена це зробити, що автор використовує як у комічних, так і в драматичних цілях. Мішель Руфф казала, що Рукія «надзвичайно заплутана. Вона вперта, розумна, вміє проявити співчуття, уїдлива, великодушна та віддана своїй роботі». Почуття провини за те, що трапилося з Каєном, наклало певний відбиток на її стосунки з Ічіґо, який нагадує Каєна як зовні, так і за характером.
Після арешту Кучікі в кінці першого сезону Бліч, коли Ічіґо отримує важке поранення в спробі зупинити Б'якую та Ренджі, Рукія абсолютно переконана, що Куросакі помре від поранень. Вона вирішує, що стала причиною смерті Ічіґо, і краще б їм ніколи не зустрічатися. Тому втрачає волю до життя та вважає смертну кару справедливим покаранням для себе. Кубо Тайто періодично вставляє гумористичні епізоди, пов'язані з її художніми «здібностями». У Кучікі абсолютно відсутній талант до малювання, проте, якщо комусь (зазвичай Ічіґо) потрібно пояснити що-небудь незрозуміле, Рукія як ілюстрації до розповіді використовує власні малюнки фломастерами. Незалежно від теми розмови, персонажами цих картин зазвичай виступають ведмедики, кролики та інші лісові тварини, до яких небайдужа Рукія.

### Здібності

Рукія використовує Перший танець, білий місяць

Основна зброя Кучікі — чари кідо (яп. 鬼道, мистецтво демонів, букв. дорога демона), за допомогою яких вона може лікувати поранення або атакувати ворога. На початку Бліч, коли Рукія залишається практично без сил, її чари майже не діють. Після повернення в Світ Душ та вилучення Хоґеку колишні здібності повністю відновлюються: вона може бити декількома кідо підряд та навіть використовувати два заклинання одночасно. Рукія відзначає, що її талант в області магії набагато перевершує майстерність у володінні мечем. Відомо також, що вона може рухатися «мерехтливими кроками» (яп. 瞬歩, шюмпо). Ця техніка дозволяє майже миттєво пересуватися на великі відстані — швидше, ніж може відстежити око нетренованого воїна.
Духовний меч (дзанпакто) Кучікі має ім'я Соде но Шираюкі (яп. 袖白雪, Білий сніг з рукава). Його особливість — сила снігу та льоду. Часткове вивільнення сили цієї зброї (шикай) відбувається по команді «танцюй» (яп. 舞え). У шикаї Соде но Шираюкі, який вважається одним з найкрасивіших мечів в Світі Душ, стає повністю білим, а в рукояті з'являється довга біла стрічка. Можливості свого дзанпакто Рукія називає «танцями»:
- Перший танець, білий місяць (яп. 初の舞・月白) — створює круглу область та заморожує все як усередині самого круга (на землі), так і в повітрі над ним[48].
- Другий танець, біле миготіння (яп. 次の舞・白漣) — «вистрілює» величезною кількістю снігу[49].
- Третій танець, білий меч (яп. 参の舞・白刀) — якщо меч зламаний, він відновлюється з часток льоду, пронизуючи будь-яку перепону[46].

## Згадки в інших творах

Японська актриса Сато Мікі в ролі Кучікі Рукії в мюзиклі Rock Musical BLEACH

Рукія з'являється в трьох анімаційних фільмах за мотивами серії: Bleach: Memories of Nobody, Bleach: The DiamondDust Rebellion та Bleach: Fade to Black, I Call Your Name. Також вона присутня в двох OVA серіях Bleach: Memories in the Rain та The Sealed Sword Frenzy. У рок-мюзиклі Rock Musical BLEACH роль Кучікі виконує японська актриса Сато Мікі.
Вона також присутня і в кожній відеогрі світу «Бліч», включаючи серію ігор Bleach: Heat the Soul, Jump Ultimate Stars (як бойовий персонаж) та Jump Super Stars (як персонаж підтримки). Особливість гри цим персонажем полягає в тому, що за сюжетом аніме та манґи вона тривалий час знаходиться в людському тілі, а ім'я меча та його можливості вперше згадуються лише в 23-му томі манґи. Тому в іграх, розроблених до 2006 року, основною бойовою спеціалізацією Кучікі стає рукопашний бій або заклинання кідо, як, наприклад, в Bleach Advance та Bleach: The Blade of Fate. У деяких іграх, які вийшли пізніше, можна грати окремо як в людській формі (ґіґай), так і в формі сініґамі.

## Критика
| Дуже часто в таких аніме, як «Бліч», головні жіночі персонажі стають або радісними, але безпомічними дівчатами, єдина мета яких — морально підтримувати головного героя, або мегерами, які перевершують чоловічого персонажа за всіма параметрами та насолоджуються цим. Рукія більшою мірою потрапляє в другу категорію, але після втрати сил у першій серії стає безпорадною та залежною від Ічіґо. Реалістичність її характеру вражає.Оригінальний текст (англ.) Too often in shows like Bleach, the main female character is either a cheerful but useless girl whose main purpose is to be a cheerleader, or she is a sour shrew who is superior to the hero in almost every way and knows it. Rukia falls closer to the second category, initially, but when her power is taken in the first episode, she is left helpless and dependent on Ichigo. Again, the reality of this character is striking...З рецензії сайту Anime News Network[40] |
Рукія стабільно займає високі сходинки в рейтингах персонажів аніме та манґи, які підраховуються журналом Shonen Jump, і за результатами цих опитувань є найпопулярнішим жіночим персонажем Bleach. Згідно з останнім опитування, проведеним восени 2006 року, Рукія піднялася на другу сходинку рейтингу та випередила Ічіґо Куросакі на 66 голосів. Відповідно до опитування в журналі Newtype, проведеному в 2007 році, Рукія знаходиться в числі найпопулярніших персонажів аніме.
Образ Кучікі був відмічений позитивними рецензіями на багатьох сайтах, присвячених аніме та манзі. На думку рецензента сайту Activeanime.com, зовнішність персонажа додає їй «відтінок андрогінності». Проте, її саркастичний характер відразу привертає увагу, а почуття гумору Activeanime.com називає «злим», але таким, що «приносить велике задоволення глядачеві». Mania.com вважає, що в серіалі вдало показані взаємини героїні з іншими персонажами. Сайт Anime News Network відмічає несхожість Рукія з типовими героїнями сьонен-манґи. Animemaniacs Magazine Online відмічає, що на перший погляд Рукія виглядає як «така собі сувора дівчина з катаною, на варті миру та справедливості», але «крім цього у неї є маса інших переваг».
IGN називає сцену арешту Кучікі зворушливою та красивою, а також хвалить динаміку розвитку персонажа. Епізод з арештом був також відмічений критиком Mania.com, який називає цей момент «по-справжньому зворушливим». Також Рукія зайняла четверте місце в списку ідеальних наречених серед аніме-персонажів в опитуванні компанії Recochoku. Однак нечаста поява персонажа в останніх главах манґи спричинило критику з боку Anime News Network: в одному з оглядів недолік сцен за участю Рукії, був названий «дратівливим, з огляду на потужний образ, створений раніше».